# スタディオン・ツルヴェナ・ズヴェズダ
スタディオン・ライコ・ミティッチ（セルビア語: Стадион Рајко Митић, セルビア・クロアチア語: Stadion Rajko Mitić, 英語: Rajko Mitić Stadium）は、セルビアのベオグラードにある多目的スタジアム。レッドスター・ベオグラードとサッカーセルビア代表のホームスタジアムとなっている。セルビアではエスタジオ・ド・マラカナンになぞらえてマラカナ（セルビア語: Маракана, セルビア・クロアチア語: Marakana）と呼ばれている。収容人数は55,538人でセルビア最大のスタジアムである。レッドスターで活躍したライコ・ミティッチを称えて2014年12月21日にスタディオン・ツルヴェナ・ズヴェズダ（セルビア語: Стадион Црвена звезда, セルビア・クロアチア語: Stadion Crvena zvezda, 英語: Red Star Stadium）からスタディオン・ライコ・ミティッチへ改名された。

## 主な試合

### UEFA欧州選手権1976
- 6月17日：準決勝 - ユーゴスラビア 2-4Ex 西ドイツ
- 6月20日：決勝 - チェコスロバキア 2-2(PK, 5-3) 西ドイツ

## ギャラリー

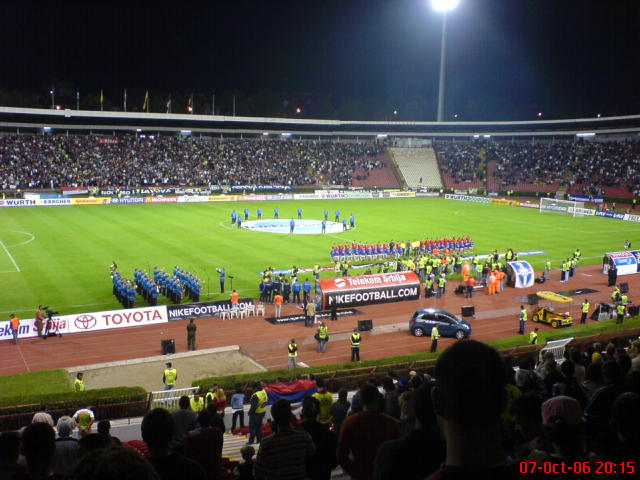
試合開始前
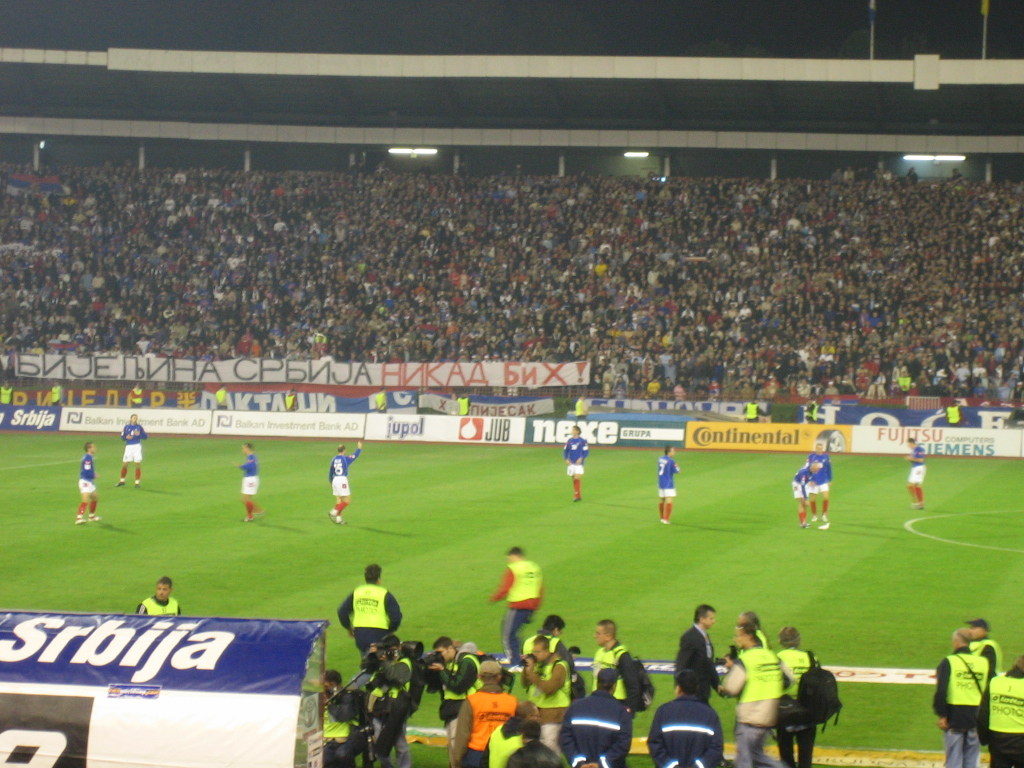
試合風景